# Столовое бельё

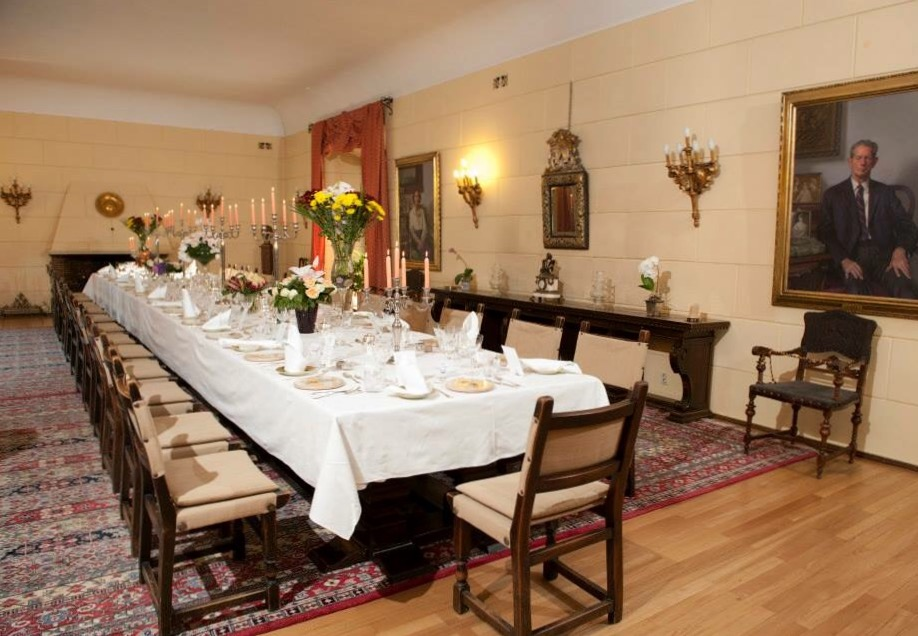
Сервированный стол в Елизаветинском дворце в Бухаресте

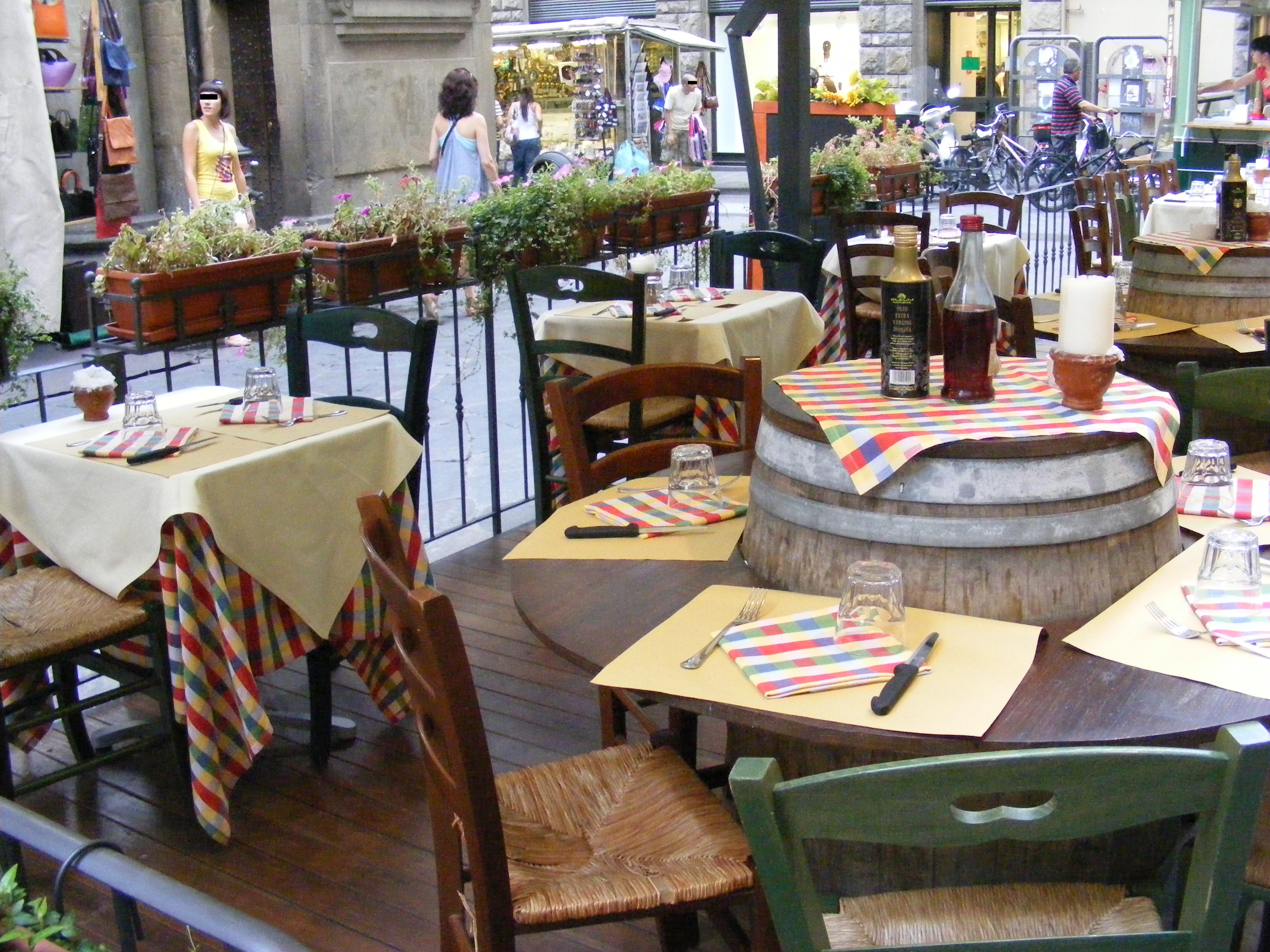
Столики со скатертью и наперонами на летней веранде флорентийского ресторана

Столовое бельё — набор текстильных изделий для сервировки стола: скатерть, салфетки, рушники и полотенца. Столовое бельё изготавливается как из натуральных, так и из искусственных тканей. Наиболее удобным столовым бельём считается льняное: оно прочнее, тяжелее и гигроскопичнее хлопчатобумажного, а кроме того отличается белизной и шелковистым блеском.
Скатерти на предприятиях общественного питания подразделяются на столовые и банкетные. Белые скатерти придают торжественность и преимущественно используются для сервировки обеденного стола, цветные — для завтраков, а также чая или кофе. Края скатерти должны опускаться одинаково со всех сторон не менее чем на 25 см, но не ниже сидения стула. Для банкетов и фуршетов часто используются так называемые «юбки», обычно из цветного искусственного шёлка, покрывающие стол от столешницы до почти самого пола, оставляя зазор в 5—10 см. На столовые скатерти в современных сервировках часто стелют контрастные по цвету верхние скатерти меньшего размера, которые называются «наперонами». В летних ресторанах и кафе используются скатерти с тефлоновым покрытием на прорезиненной основе. Надеваемый на стол чехол — подскатерник с прорезиненной основой, не позволяющей скатерти сползать, называется «мольтон».
Обязательным элементом сервировки стола являются салфетки, которые могут разного размера, но обязательно квадратной формы и из той же ткани, что и скатерти. Они подразделяются на столовые, чайные и сервировочные. Салфетки крахмалят, чтобы их было удобнее аккуратно складывать. Салфетки складывают самыми разнообразными способами: «ракетой», «колпачком», «ракушкой», «космосом», «тройным шатром». Рушники, белые или с геометрическим узором, размером 35 x 85 см используются для подачи блюд, чтобы предотвратить обжигание рук. Полотенца используются для полирования посуды и приборов.